# Маконелс (Јужна Каролина)
Маконелс (енгл. McConnells) град је у америчкој савезној држави Јужна Каролина.

## Демографија
По попису из 2010. године број становника је 255, што је 32 (-11,1%) становника мање него 2000. године.
| Група             | 2000.       | 2010.       |
| Белци             | 203 (70,7%) | 187 (73,3%) |
| Афроамериканци    | 81 (28,2%)  | 65 (25,5%)  |
| Азијати           | 0 (0,0%)    | 0 (0,0%)    |
| Хиспаноамериканци | 2 (0,7%)    | 2 (0,8%)    |
| Укупно            | 287         | 255         |